# 顧玉玲

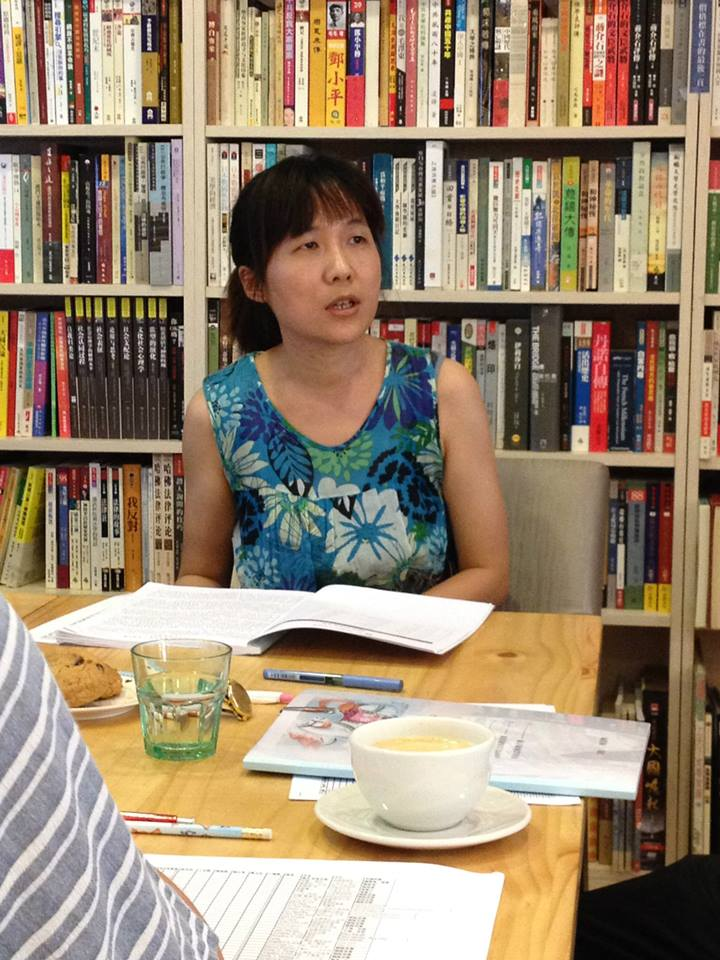
顧玉玲

顧玉玲（1967年2月16日—），綽號沐子，是台灣的社會活動家以及人權活動家。

## 簡介
顧玉玲是台灣外省人第二代，父親是中國大陸江西省人、母親是台灣福佬人、丈夫是台灣客家人。她畢業於嘉義女中、輔仁大學英文系學士、國立交通大學社會與文化研究所碩士、國立台北藝術大學文化資源學院文化資產與藝術創新博士班博士。

## 經歷

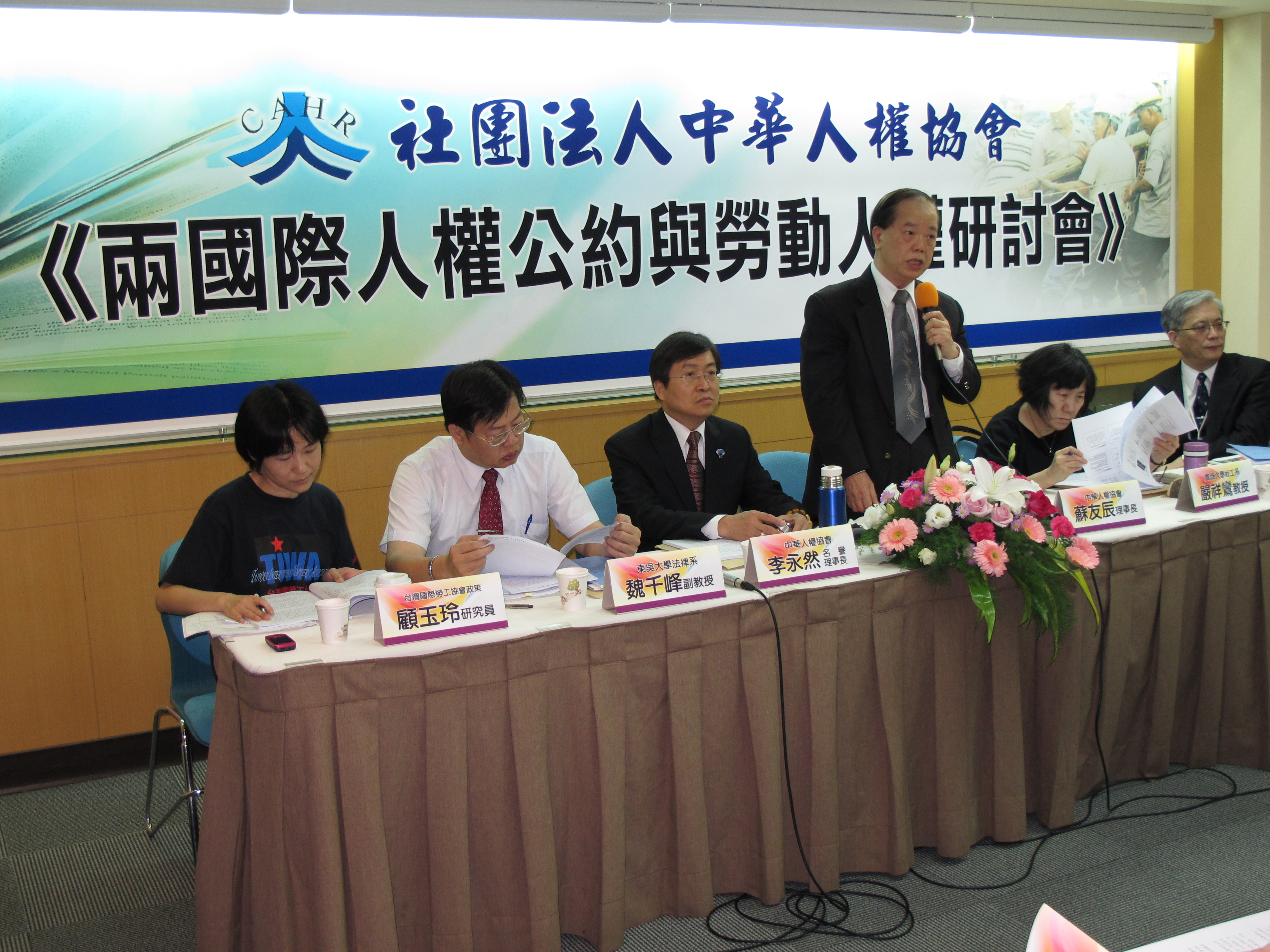
顧玉玲（左一）出席中華人權協會「兩國際人權公約與勞動人權研討會」

1990年的野百合學運，顧玉玲為學運領袖之一，之後積極參加台灣的社會運動或人權活動。她曾經擔任中華民國工作傷害受害人協會祕書長、族群平等行動聯盟發言人、台灣國際勞工協會祕書長、台灣國際勞工協會理事長、人民火大行動聯盟成員、台灣公共衛生促進協會理事、國立台北藝術大學兼任講師、國立清華大學兼任講師。
2004年4月9日，族群平等行動聯盟發言人顧玉玲、工人立法行動委員會執行長何燕堂、台北市產業總工會總幹事郭明珠、蘆荻社區大學主任李易昆、英國艾塞克斯大學政治學博士候選人張榮哲、中華民國基層教師協會總幹事莊妙慈、黑手那卡西工人樂隊團長陳柏偉、女工團結生產線總幹事賴香伶、中華民國工作傷害受害人協會秘書長黃小陵、日日春關懷互助協會秘書長王芳萍、中國時報產業工會總幹事蘇雅婷、台灣倉儲運輸業工會聯合會秘書卓玉梅等12位曾經參加野百合學運的台灣社會運動人士在行政院大門口舉行「野百合腐爛，好臭！」記者會抨擊，行政院發言人林佳龍、民主進步黨文宣部副主任鄭文燦等政治權貴頂著「學運先行者」的光環，藉由野百合學運進入中華民國體制、成為政治權貴，卻侃侃以特定政治立場與統治者姿態粗暴打壓弱勢者的發聲空間，行徑粗野無比，早已「穿了皮鞋，忘了草鞋」，背叛野百合學運「反壓迫」的精神，「百合之腐，其臭無比」；顧玉玲強調，野百合學運變成部分人士晉身政治權貴行列的最佳捷徑，讓反壓迫者變成壓迫者、以野百合之名撲殺新野百合學運等異己，台灣社會應該嚴厲批判這些政治權貴。
2005年10月11至12日，顧玉玲在《中國時報》【人間副刊】發表以台灣女性外籍勞工為主角的報導文學短篇小說〈逃〉，此文獲得第28屆時報文學獎報導文學首獎。
2006年4月27日，顧玉玲批評，蘇貞昌內閣以「拚治安」打壓台灣外勞以逃跑來爭取基本人權，「前後矛盾、作繭自縛、浪費國家資源的外勞政策」才是台灣治安的亂源。
2008年4月27日，顧玉玲批評，2000年中華民國總統選舉時陳水扁的勞工政見曾提出，每年減少15000名外勞，並嚴格控管外勞總量在30萬人以內；但民主進步黨陳水扁政府執政八年後，台灣的外勞人數高達365,229人，「整整成長了20%」；行政院勞工委員會主任委員盧天麟任內十個月，加速鬆綁外勞引進，遠超過之前幾任主委，對中小企業大開壓低勞動成本的方便之門，同時製造逾萬名無人承接的失業外勞；「民進黨下台前夕，『重返社運』的說法沸沸揚揚；但穿皮鞋的要重穿草鞋，恐怕得先清算執政的一筆爛帳才行」。
2012年7月13日，顧玉玲說，台灣解嚴25年來，台灣走美國式民主，造成中國國民黨與民主進步黨獨大，不代表真正民主；經濟上，產業及勞動體制都放任資本遷移，例如1980年代的南進、1990年代的西進，導致勞動條件去管制化、彈性化，僱傭更不穩定；中國國民黨與民主進步黨執政都難逃金權政治，未來是建立工人獨立政治主體的時機，不能再將民主讓渡給這兩個大黨壟斷，「更重要的是，走過25年，經歷兩大黨執政，我們已經看到太多台灣勞工被出賣的慘痛經驗」。
2014年5月8日，顧玉玲說，在台灣的社會運動中，反樂生療養院拆遷案是解嚴後第一個真正的學運，學生不再只是在校園內爭民主；這10年，學生來來去去，但對樂生療養院的關注始終持續，許多學生努力為樂生療養院的麻瘋病院民去除汙名，甚至在樂生療養院內辦學校、設立圖書館、舉辦藝文活動，卻被冠上「阻礙地方發展」的罪名；本案不斷的陳情抗爭過程，恐怕也創下抗爭民眾被警方抬離最多次的紀錄；透視這10年的本案抗爭史，可以發現中國國民黨與民主進步黨的執政態度與面貌已經越來越像，也讓人深刻體驗「爭取民主要靠自己，而且就從此時此地開始」。
2014年10月15日，顧玉玲在《中國時報》的專訪中說，國家政策進步緩慢，但她很慶幸，她這一代比起上一代社會運動者，更有機會和社會運動對象生活在一起，這些都是無形的累積，不能以運動成敗論；她更覺得自己有責任為社會運動對象記錄這些人生起落，「但凝視異鄉，照見的無非是自己的偏見與侷限，我感謝他們慷慨地接待我、開放給我他們的人生」。

## 評價
台灣幽默作家、與顧玉玲同樣出身台灣外省人第二代或輔仁大學畢業（同校不同系）的馮光遠，稱讚顧玉玲是一位「有大愛心的人」。

## 著作
- 《我們：移動與勞動的生命記事》：印刻出版2008年10月出版，ISBN 9789866631221
- 《回家》：印刻出版2014年10月出版，ISBN 9789865823900
- 《Our Stories: Migration and Labour in Taiwan》（翻譯：邱依虹／校訂：丁乃非、白瑞梅），2010，馬來西亞：SIRD
- 《自由的條件：從越傭殺人案看台灣家務移工處境 （页面存档备份，存于）》，國立交通大學社文所碩士論文，2010
- 《紀念過往，反思現在：台灣工殤碑的歷史敘事與集體記憶》，國立臺北藝術大學文化資產與藝術創新研究所博士論文，2019
- 《餘地》：印刻出版 2022年4月出版，首部虛構小說

主編
- 《拒絕被遺忘的聲音：RCA工殤口述史》，工傷協會、RCA員工關懷協會策劃，2013，台北：行人文化實驗室
- 《暫停之家─移工庇護中心的生活記錄》，張榮隆攝影，2010，台北：台灣國際勞工協會
- 《Homemade Stories and Poems》移工家庭手工詩文集，2007，台北：台灣國際勞工協會
- 《木棉的顏色：工殤顯影》，何經泰攝影，工傷協會策劃，2003，台北：大塊文化
- 《木棉花開了：工殤畫作集》，曹麗華等著，工傷協會策劃，2002，台北：工傷協會
- 《台灣工運》雜誌，女工團結生產線策劃，1993~1995，台北：ICLE

得獎紀錄：
- 〈長途漫漫：台北捷運潛水夫症工人追縱紀實〉獲2016年星雲文學獎報導文學首獎。
- 〈一點六米寛的樓梯〉獲2016年梁實秋文學獎散文首獎。
- 〈聽見〉獲2016年林榮三文學獎散文三獎。
- 《回家》獲2015年台北國際書展非文學類最佳圖書、中國時報開卷十大好書、金鼎獎文學類最佳圖書。
- 《拒絕被遺忘的聲音：RCA工殤口述史》獲2014年金鼎獎最佳圖書及年度大獎、中國時報開卷十大好書。
- 《自由的條件：從越傭殺人案看台灣家務移工處境》獲2010年台灣族群關係研究論文獎優等獎。
- 《我們：移動與勞動的生命記事》獲2007年台北文學獎文學年金獎、2008年中國時報開卷十大好書、2008年《亞洲週刊》華人十大好書、2009年桃園年度之書。
- 〈烈女〉獲2007年第一屆懷恩文學獎評審獎。
- 〈逃〉獲2006年第二十八屆時報文學獎報導文學首獎。

## 外部連結
- 顧玉玲的Facebook專頁
- 顧玉玲Blog個人頁 （页面存档备份，存于）
- 獨立評論@天下 顧玉玲專欄
- 雲論／ETtoday東森新聞雲 顧玉玲專欄 （页面存档备份，存于）